# Otostigmus expectus
Otostigmus expectus är en mångfotingart som beskrevs av Wolfgang Bücherl 1959. Otostigmus expectus ingår i släktet Otostigmus och familjen Scolopendridae.
Artens utbredningsområde är Venezuela. Inga underarter finns listade i Catalogue of Life.